# جيوفري إلتون
جيوفري إلتون (بالألمانية: Geoffrey Rudolph Elton)‏ (و. 1921 – 1994 م) هو كاتب، ومؤرخ العصر الحديث، ومؤرخ، وأستاذ جامعي، ومحامي من المملكة المتحدة، وألمانيا، والمملكة المتحدة لبريطانيا العظمى وأيرلندا، ولد في توبينغن، وكان عضوًا في الأكاديمية الأمريكية للفنون والعلوم، توفي في إنجلترا، عن عمر يناهز 73 عاماً.

## التعليم
تعلم في كلية لندن الجامعية.

## جوائز
حصل على جوائز منها:
- زمالة الجمعية التاريخية الملكية.